# Imma lathidora
Imma lathidora är en fjärilsart som beskrevs av Edward Meyrick 1914. Imma lathidora ingår i släktet Imma och familjen Immidae. Inga underarter finns listade i Catalogue of Life.